# ヴォイッジバブル
ヴォイッジバブル（Voyage Bubble）は、オーストラリア生産・香港調教の競走馬。 香港の三冠馬 。主な勝ち鞍は2023年の香港クラシックマイル、香港ダービー、2024年・2025年の香港スチュワーズカップ連覇、2024年の香港マイル、2025年の香港ゴールドカップ、チャンピオンズ&チャターカップ。

## 戦績

### 3歳（2021/2022年シーズン）
2022年1月31日の沙田競馬場のハンデ戦にてカリス・ティータンを背にデビューを果たして2着。続いて2月20日の沙田競馬場のハンデ戦をザカリー・パートンを背に初勝利を挙げる。
その後は3月20日の沙田競馬場のハンデ戦を2着。4月10日の沙田競馬場のジョアン・モレイラを背に5着。6月25日の沙田競馬場のハンデ戦をマシュー・チャドウィックを背に2勝目を挙げた。

### 4歳（2022/2023年シーズン）
11月12日の沙田競馬場のハンデ戦をカーチュン・リョンを背に3着。続いて12月11日の沙田競馬場のハンデ戦では鞍上モレイラで2着となった。翌1月15日の沙田競馬場のハンデ戦では鞍上リョンで3勝目を挙げた。
1月29日の香港4歳三冠の初戦にあたる香港クラシックマイル(LR)にジェイミー・カーを鞍上に迎えて出走。支持は上位人気3頭から離れた単勝オッズ11倍の4番人気であった。果敢にハナを主張して先頭に立つと、直線でも脚色は衰えずにそのまま逃げ切って2着トゥヘルに1馬身1/4差を付けて勝利を挙げた。
続いて2月26日の香港4歳三冠の2戦目である香港クラシックカップ(LR)に3番人気で出走。ここでもハナを主張するも直線で力尽きてスーパーサニーシングの6着に敗戦。二冠達成とはならなかった。
3月19日の香港4歳三冠の最終戦である香港ダービー(LR)にはアレクシス・バデルを鞍上に迎えて出走。前走の敗戦により単勝オッズ46倍の8番人気と支持を落としていた。発馬が悪く最後方からの競馬となるも、中盤から一気に前方へと進出を開始。5番手あたりで直線に入るとしぶとく伸びを見せて、香港クラシックマイルで負かしたトゥヘルを再び下して勝利。短アタマ差で制して二冠制覇とした。レース後にバデルは「立ち直らなければならない、前に進み続けねばならないといういい例だ。この馬のために自分を呼んでくれたリッキー（姚本輝）らに感謝している」と語り、追い込みにいては「ゲートが下手だとはだれもが思っていたが、実はそのおかげで勝てた。プラン変更を余儀なくされたがレースのペースがあまり速くなかったので、早めに馬をリラックスさせて力を温存し、向こう正面で位置取りを少し上げることにためらいはなかった」と出遅れが逆に功を奏したと述べた。
その後は4月30日のチャンピオンズマイル(G1)に3番人気で出走するもゴールデンシックスティから3馬身半差の4着に敗れた。

### 5歳（2023/2024年シーズン）
11月19日のジョッキークラブマイル(G2)に3番人気で出走して、ビューティーエターナルとビューティジョイの一騎打ちから4馬身ほど離れた3着に入る。
12月10日の香港マイル(G1)ではHKJCオッズ31.0倍の9番人気・JRAオッズ125.4倍の11番人気で出走。鞍上にはジェームズ・マクドナルドを迎えた。4・5番手待機から馬群の中で脚を貯めて伸びを見せるもゴールデンシックスティから1馬身半差の2着に敗れた。
2024年1月21日の香港スチュワーズカップ(G1)には単勝オッズ1.9倍の1番人気で出走。好位の3番手に付けると、直線では2番手から抜け出すビューティーエターナルとの叩き合いとなり、これを1馬身1/4差で捩じ伏せて勝利。待望のG1初制覇となった。
続いて2月25日の香港ゴールドカップ(G1)に鞍上パートンで2番人気の支持を受けて出走。4番手に付けて前のロマンチックウォリアーを標準に合わせての追走。直線では先に突き抜けたロマンチックウォリアーに外から並び掛けて叩き合いに持ち込むもクビ差の2着に敗れた。
その後は3月31日のドバイターフ(G1)にミカエル・バルザローナを背に出走して、JRAオッズ7.5倍の3番人気の支持を受けるも、ファクトゥールシュヴァルの13着に敗れた。
4月28日のチャンピオンズマイル(G1)には鞍上マクドナルドで出走。オッズはHKJC・JRAオッズ共に3番人気の支持を集めた。好位から粘りを見せるも逃げたビューティーエターナルらを捕らえれずに3着となった。
この後は日本に遠征して6月2日の安田記念(GI)に出走したが、ブービーの17着に沈んだ。

### 6歳（2024/2025年シーズン）
10月13日の沙田競馬場のシャティントロフィー(G2) アンドレア・アッゼニを背に2着と好走し、続く11月17日のジョッキークラブマイル(G2)では、前年度シーズンの香港ゴールドカップで初のG1タイトルを獲得した際のコンビであるジェームズ・マクドナルドを背に勝利した。
迎えた12月8日の沙田競馬場の香港マイル(G1)では、楽に二番手を追走すると最後の直線で抜け出し、外から追撃してきたソウルラッシュやビューティージョイを抑えて優勝した。この勝利の後にP・イウ調教師は、「彼がスチュワーズCでどうなるかだけど（ゴールドCも)プランにある」、「2400mに関しては、彼が2000mでどうかを見てだね。三冠を勝てば1000万香港ドル（約2億円）のボーナスでしょ。海外遠征はしないつもりだよ。こっちの賞金は高いし彼も若くはないから、ここに集中する」と語り、年明けに香港古馬三冠へ挑戦する姿勢を見せた。
翌2025年1月19日に迎えた一冠目の香港スチュワーズカップ(G1)では、先頭を3、4番手で窺う形で道中を進むと最後の直線では馬場の三分どころから早めに先頭まで上がり、2着のギャラクシーパッチに2馬身差をつけて勝利した。
次走の二冠目である香港ゴールドカップでは、最後の直線で一時馬群に囲まれる場面があったものの間隙から抜け出すとそのまま後続勢を一気に突き放し、2着エンスードに3馬身差をつけて圧勝した。
続いて三度目の挑戦となるチャンピオンズマイルに出走した。レースでは伏兵レッドライオンの後ろにつけて道中2番手を進んだが、最後の直線では逃げ粘るレッドライオンとの叩き合いにもつれ込み、ハナ差の2着に敗れた。しかし、陣営は香港古馬三冠路線の最後のレースであるチャンピオンズ&チャターカップへの出走に前向きな姿勢を見せた。
巻き返しを図って出走したチャンピオンズ&チャターカップでは道中5番手を追走してレースを進め、最後の直線では前方で粘るドバイオナーやエンスードを外から交わすとそのまま突き抜け、2着のルビーロットに3馬身半差をつけて圧勝。93/94年シーズンのリヴァーヴァードン以来、31年ぶり史上2頭目の香港3冠制覇を成し遂げた。

## 血統表
| ヴォイッジバブルの血統  | ヴォイッジバブルの血統                       | ヴォイッジバブルの血統                       | （血統表の出典）                             | （血統表の出典） |
| 父系                    | ノーザンダンサー系                           | ノーザンダンサー系                           | ノーザンダンサー系                           | [ § 2 ]          |
| 父 Deep Field 鹿毛 2010 | 父の父Northern Meteor 鹿毛 2005              | Encosta de Lago                              | Fairy King                                   | Fairy King       |
| 父 Deep Field 鹿毛 2010 | 父の父Northern Meteor 鹿毛 2005              | Encosta de Lago                              | Shoal Creek                                  |                  |
| 父 Deep Field 鹿毛 2010 | 父の父Northern Meteor 鹿毛 2005              | Explosive                                    | Fappiano                                     | Fappiano         |
| 父 Deep Field 鹿毛 2010 | 父の父Northern Meteor 鹿毛 2005              | Explosive                                    | Scuff                                        |                  |
| 父 Deep Field 鹿毛 2010 | 父の母Listen Here 栗毛 2004                  | Elusive Quality                              | Gone West                                    | Gone West        |
| 父 Deep Field 鹿毛 2010 | 父の母Listen Here 栗毛 2004                  | Elusive Quality                              | Touch of Greatness                           |                  |
| 父 Deep Field 鹿毛 2010 | 父の母Listen Here 栗毛 2004                  | Announce                                     | Military Plume                               | Military Plume   |
| 父 Deep Field 鹿毛 2010 | 父の母Listen Here 栗毛 2004                  | Announce                                     | Theme Song                                   |                  |
| 母 Raheights 鹿毛 2002  | 母の父Rahy 栗毛 1985                         | Blushing Groom                               | Red God                                      | Red God          |
| 母 Raheights 鹿毛 2002  | 母の父Rahy 栗毛 1985                         | Blushing Groom                               | Runaway Bride                                |                  |
| 母 Raheights 鹿毛 2002  | 母の父Rahy 栗毛 1985                         | Glorious Song                                | Halo                                         | Halo             |
| 母 Raheights 鹿毛 2002  | 母の父Rahy 栗毛 1985                         | Glorious Song                                | Ballade                                      |                  |
| 母 Raheights 鹿毛 2002  | 母の母Laoub 鹿毛 1998                        | Red Ransom                                   | Roberto                                      | Roberto          |
| 母 Raheights 鹿毛 2002  | 母の母Laoub 鹿毛 1998                        | Red Ransom                                   | アラビアII                                   |                  |
| 母 Raheights 鹿毛 2002  | 母の母Laoub 鹿毛 1998                        | Lisieux                                      | Steady Growth                                | Steady Growth    |
| 母 Raheights 鹿毛 2002  | 母の母Laoub 鹿毛 1998                        | Lisieux                                      | Gay Sonnet                                   |                  |
| 母系(F-No.)             | Toxophilite Mare(FN:9-f)                     | Toxophilite Mare(FN:9-f)                     | Toxophilite Mare(FN:9-f)                     | [ § 3 ]          |
| 5代内の近親交配         | Mr. Prospector：S5×S5, Hail to Reason：M5×M5 | Mr. Prospector：S5×S5, Hail to Reason：M5×M5 | Mr. Prospector：S5×S5, Hail to Reason：M5×M5 | [ § 4 ]          |
| 出典                    | 1. 2. 3. 4.                                  | 1. 2. 3. 4.                                  | 1. 2. 3. 4.                                  | 1. 2. 3. 4.      |

- 4代母Gay Sonnetの子孫にアドマイヤマツリ（2025年福島牝馬ステークス）がいる。